# Kenzo Suzuki
Kenzo Suzuki (鈴木 健想 Suzuki Kenzo?) (25 de julio de 1974) es un luchador profesional japonés, famoso por sus apariciones en varias empresas de Japón, México y Estados Unidos. Entre ellas, es conocido por su trabajo en la AAA en México, donde fue parte del equipo rudo conocido como "La Legión Extranjera".

## Carrera

### New Japan Pro Wrestling (2000-2003)
Suzuki debutó el 4 de enero de 2000 en el evento Wrestling World 2000 de New Japan Pro-Wrestling (NJPW) en el Tokyo Dome, reemplazando a Bill Goldberg y perdiendo ante Manabu Nakanishi.  Más tarde ese año, Suzuki ganó el torneo Young Lion Cup de NJPW, derrotando a Shinya Makabe. También ganó los honores de Novato del Año de NJPW en el mismo año. Después de esto, ganaría el Torneo Young Lion después de derrotar a Hiroshi Tanahashi en la final, más tarde formando un equipo con Tanahashi conocido como The Kings of the Hills.

### Fighting of World Japan (2003)
En 2003, Suzuki renunció a NJPW, eligiendo seguir a su mentor y entrenador, Riki Choshu, a la promoción de Choshu's World Japan. Más adelante en el año, se fue a luchar en los Estados Unidos. Se especula que se vio obligado a renunciar porque un luchador que estaba ayudando a entrenar, Giant Ochiai, murió mientras entrenaba en su guardia. Como resultado, esto llevó a Suzuki aventurarse al circuito independiente de los Estados Unidos, donde trabajó para la lucha libre de la Liga Mayor (MLW) y Total Nonstop Action Wrestling (TNA) durante 2003 antes de abandonar World Japan, citando la falta de competencia dentro de esta última promoción.

### World Wrestling Entertainment (2003-2005)
A principios de 2004, Suzuki firmó un acuerdo de desarrollo con World Wrestling Entertainment (WWE) y fue asignado a su territorio de desarrollo Ohio Valley Wrestling (OVW) en febrero. Originalmente, Suzuki estaba programado para debutar en la marca Raw en mayo bajo el nombre de Hirohito, un patriota japonés que tenía puntos de vista antiamericanos. Sin embargo, el truco se cayó, ¡y Suzuki, así como su ayuda de cámara y su legítima esposa Hiroko, fueron trasladados a SmackDown! Juntos, hicieron su debut en televisión en el episodio del 10 de junio de SmackDown!, donde Suzuki derrotó a Scotty 2 Hotty. Suzuki luego comenzó una breve pelea con Billy Gunn, que terminó con Suzuki derrotando a Gunn en The Great American Bash. En el episodio del 15 de julio de SmackDown, Suzuki, Dupree y Booker T derrotaron a John Cena en un combate de eliminación 3 contra 1. En el episodio del 29 de julio de SmackDown, Suzuki compitió en un combate de eliminación de 8 hombres por el campeonato vacante de los Estados Unidos que ganó Booker T. En el episodio del 26 de agosto de SmackDown, Suzuki derrotó a Rob Van Dam. En el episodio del 2 de septiembre de SmackDown, Suzuki, Duprée y Booker T perdieron ante John Cena, Rey Mysterio y Rob Van Dam.
En el episodio del 9 de septiembre de SmackDown! Suzuki y René Duprée ganaron el Tag Team Championship, derrotando a Billy Kidman y Paul London. Comenzando con su reinado del título, Suzuki adoptó un truco cómico proestadounidense que lo vio cantar mal las canciones populares. En No Mercy 2004, Suzuki y Duprée derrotaron a Rey Mysterio y Rob Van Dam para retener los títulos. En el episodio del 7 de octubre de SmackDown! Suzuki perdió contra Rey Mysterio. En el episodio del 21 de octubre de SmackDown! Suzuki, Duprée y John "Bradshaw" Layfield perdieron contra Booker T, Rob Van Dam y Rey Mysterio. En el episodio del 18 de noviembre de SmackDown! Suzuki y Dupree perdieron ante Rey Mysterio y Rob Van Dam. En el episodio del 25 de noviembre de SmackDown! Suzuki perdió ante Rob Van Dam por descalificación. En el episodio del 2 de diciembre de SmackDown! Suzuki, Dupree e Hiroko perdieron ante Rob Van Dam, Rey Mysterio y Torrie Wilson.
Suzuki y Duprée más tarde perdieron el título ante Rob Van Dam y Rey Mysterio en la emisión del 9 de diciembre de SmackDown! Van Dam y Mysterio retuvieron el título en una revancha en Armageddon. En acción individual se enfrentó brevemente con John Cena por el Campeonato de los Estados Unidos, en un momento desafiándolo a una batalla de rap en el episodio del 6 de enero de 2005 de SmackDown! Finalmente, Suzuki no tuvo éxito en derrotar a Cena por el título. En Royal Rumble (2005), Suzuki compitió en el Royal Rumble Match donde fue eliminado por Rey Mysterio. En el episodio del 10 de febrero de SmackDown!, Suzuki perdió con Eddie Guerrero. En el episodio del 19 de febrero de Velocity, Suzuki perdió contra Hardcore Holly. En el Sunday Night Heat antes de No Way Out (2005), Suzuki y Duprée perdieron ante Charlie Haas y Hardcore Holly. En el episodio del 26 de febrero en WWE Velocity, Suzuki perdió ante Booker T en su último partido televisado.
En marzo / abril fue herido con un pulmón colapsado y regresó a Ohio Valley Wrestling inmediatamente después de su recuperación, donde continuó su entrenamiento hasta que estuvo listo para regresar a la lista principal. Suzuki y Hiroko fueron cambiados a la marca Raw el 30 de junio de 2005 al final del Draft Lottery. El 6 de julio de 2005, tanto Suzuki como Hiroko fueron liberados de la compañía sin hacer su debut en la marca.

### HUSTLE (2005-2006)
En diciembre de 2005, Suzuki debutó en HUSTLE, siendo presentado como el esposo de la mánager general Hiroko. Después de sufrir una derrota más bien cómica contra Toshiaki Kawada, Suzuki se alió con la facción heel Monster Army, dirigida por Generalissimo Takada. Suzuki se enfrentó a varios luchadores face de la empresa; sin embargo, después de ser atacado por Hard Gay & Real Gay, Suzuki tuvo una racha de derrotas que ocasionó que Hiroko se volviera contra él, y fue expulsado del Monster Army. Poco después, Suzuki y Hiroko dejaron de aparecer en HUSTLE.

### Consejo Mundial de Lucha Libre (2006-2008)
En el CMLL obtuvo una fuerte rivalidad Universo 2000, Shocker y Rey Bucanero, culminando el 15 de diciembre de 2006 con una lucha de apuestas en la cual Kenzo Suzuki hacia pareja con Marco Corleone (quien en ese momento era rudo) contra universo 2000 y shocker, perdiendo la cabellera junto a marco corleone, quien actualmente también lucha en AAA solo que en una facción rival.

### Asistencia Asesoría y Administración (2007-2010)
Su debut oficial en las filas de Triple A fue el 3 de marzo de 2007 en la Plaza de Toros "La Concordia" de Orizaba, Veracruz, donde se presentó para ayudar a Konnan, marcando de este modo su ingreso a la Legión Extranjera.
Con su ingreso a la Legión Extranjera, fue creciendo este grupo, el cual ha librado combates memorables principalmente en contra de los Hell Brothers, y con todas las estrellas de la Caravana Tres Veces Estelar.
Muy querido pero también muy odiado por la afición mexicana.
Su rivalidad con los Hell Brothers llegó a su punto culminante el 15 de julio de 2007 en la Triplemanía XV, en donde a lado de El Mesías y X-Pack se metería al Domo de la Muerte para enfrentar a El Cibernético, Chessman y Charly Manson, en donde al final de cuentas perdería la cabellera en contra de El Cibernético.
Participó en el torneo rey de reyes en contra de La Parka, Dark Scoria y Super Porky pero este sería eliminado por La Parka. En Triplemania XVII sería el segundo en salir de la jaula de acero donde se disputaba la dirección de la empresa la cual perdió el equipo de Kenzo.
Después de Triplemania, Kenzo se alió en secreto con El Oriental y se desplazó a Japón debido a un viaje de negocios. Cuando Electroshock arrebató a Konnan el control de La Legión Extranjera, Suzuki dejó el grupo y se estableció por separado con Oriental, afirmando que estaba respaldado por la yakuza japonesa y que contaba con recursos suficientes para ir por su cuenta. Por ello, Kenzo presentó a un enviado de Japón, Sugi San, y formó con él y con Oriental la facción denominada La Yakuza, declarando la guerra a Extreme Tiger, Mexican Powers y otros. Después de que Oriental abandonase AAA, Kenzo introdujo a un nuevo miembro, Go Shiozaki.
Participó en una lucha clasificatoria por el mega campeonato saliendo en sexto lugar pero cuando se disponía a aplicar una plancha cruzada sobre Octagón éste se movió y salió del ring siendo eliminado en tercer lugar.

### All Japan Pro Wrestling (2010-presente)

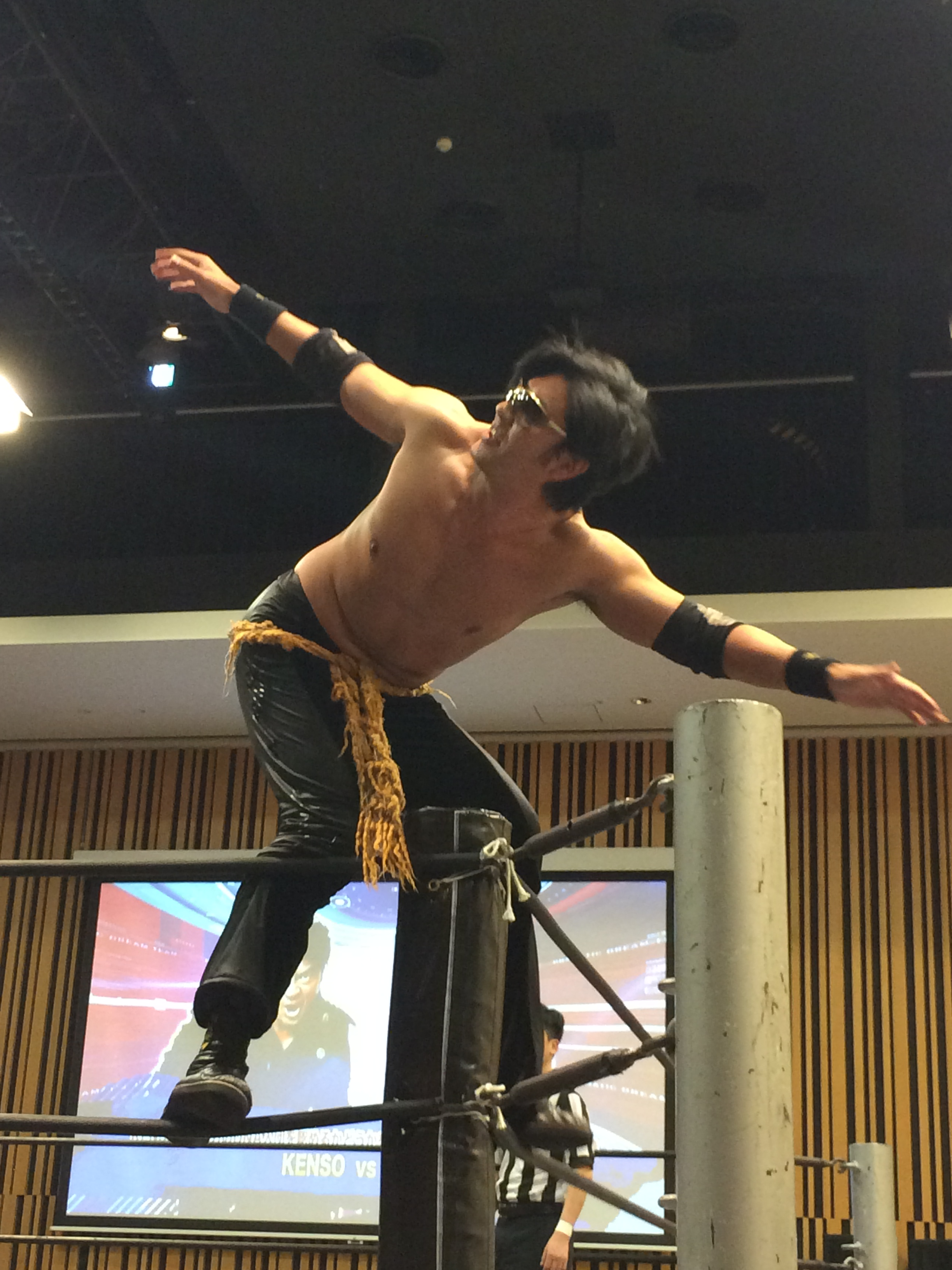
Kenso en abril de 2016.

Tras su salida de AAA, Suzuki volvió a Japón, siendo contratatado por All Japan Pro Wrestling bajo el nombre de KENSO. En su debut, KENSO pasó a formar parte de los Voodoo Murders. Luego, Suzuki se desenmascaró, adoptó el nombre del anillo Kenso y se unió al grupo de tacones, que también incluía a su antiguo compañero de equipo, René Duprée. El 20 de noviembre de 2010, Kenso ingresó a la Liga de determinación de etiquetas más fuerte del mundo , en equipo con Kono, miembro de Voodoo Murders . Después de ganar seis de sus ocho partidos de la etapa de todos contra todos, Kenso y Kono terminaron primero en el grupo y el 7 de diciembre derrotaron a Ryota Hama y Suwamaen la final para ganar la Liga de determinación de etiquetas más fuerte del mundo de 2010. Kenso y Kono recibieron su oportunidad en el World Tag Team Championship el 3 de enero de 2011, pero fueron derrotados por los campeones defensores, Akebono y Taiyō Kea . Poco después, Kenso dejó los asesinatos de vudú, volviéndose cara a cara y el 13 de febrero de 2011, derrotó a Kono y Akebono en un combate a tres bandas para convertirse en el contendiente número uno al Campeonato de Peso Pesado de la Triple Corona , celebrado por Suwama. El 21 de marzo Kenso falló en su desafío por el Campeonato de Peso Pesado Triple Corona AJPW. El 19 de junio, Kenso y The Great Muta derrotaron a Akebono y Ryota Hama para ganar el vacante Campeonato Mundial de Parejas. Después de perder el título ante Dark Cuervo y Dark Ozz el 23 de octubre, Muta se volvió hacia Kenso. El giro fue parte de una historia, donde otros luchadores de AJPW no tomaron a Kenso en serio y se negaron a formar equipo con él como parte de su establo Kenso Kakumei ("Revolución Kenso"). [1] Después de intentos fallidos de formar nuevas alianzas con Kaz Hayashi y Great Sasuke, Kenso anunció el 18 de noviembre de 2013 que había decidido unirse alnuevoestablo Xceed de Go Shiozaki. Sin embargo, en el primer partido de los dos juntos tres días después, Kenso se volvió hacia Shiozaki y anunció que estaba formando un nuevo establo de talón llamado Dark Kingdom (DK) con los extranjeros Bambi Killer y D'Lo Brown. El 23 de abril de 2014, Kenso presentó a los forasteros de AJPW Bear Fukuda , Kengo Mashimo , Kenichiro Arai , Mitsuya Nagai y Takeshi Minamino como los miembros más nuevos de DK, proclamando que este es el "comienzo real" del establo. El 14 de diciembre, Kenso ganó su primer título de singles en AJPW, cuando derrotó a Kotaro Suzuki por elCampeonato de TV Gaora. Perdió el título ante Sushi en su cuarta defensa el 4 de junio de 2015. El 31 de julio, se anunció que Kenso comenzaría a trabajar independientemente después de la expiración de su contrato con AJPW. Sin embargo, continuaría trabajando para AJPW como freelance.

## En lucha
- Movimientos finales
  - Hagakure[1][2][3] (Step-up leg lariat)
  - Hagakure II[2] / Rising Sun[1] (Clawhold STO)[1][3] - 2004-presente
  - Chokeslam[4] - 2007
  - Jumping double knee drop con burlas[2] - 2004-2005
  - Spear[1][2][3] - 2000-2003

- Movimientos de firma
  - Belly to back suplex[1][2]
  - Big boot
  - Brainbuster
  - Diving elbow drop[5]
  - High knee strike[1]
  - Inverted facelock neckbreaker
  - Second rope springboard moonsault

- Mánagers
  - Hiroko Suzuki
  - TARU

- Apodos
  - "El Águila Imperial"[2]
  - "The Bronze Warrior"[2]

## Campeonatos y logros
- All Japan Pro Wrestling
  - Gaora TV Championship (1 vez)
  - AJPW Unified World Tag Team Championship (1 vez) - con The Great Muta
  - World's Strongest Tag Determination League (2010) — con KONO[6][7]

- DDT Pro-Wrestling
  - KO-D 6-Man Tag Team Championship (1 vez) — con Danshoku Dino & Super Sasadango Machine[8]

- New Japan Pro Wrestling
  - Robert Schofield Cup (2002)
  - Young Lions Cup (2000)[9]
  - Young Lions Cup (2002)

- World Wrestling Entertainment
  - WWE Tag Team Championship (1 vez) – con René Duprée[10]

- Pro Wrestling Illustrated
  - Situado en el Nº110 en los PWI 500 del 2004[11]
  - Situado en el Nº133 en los PWI 500 del 2005[12]
  - Situado en el Nº190 en los PWI 500 del 2006[13]
  - Situado en el Nº233 en los PWI 500 del 2008[14]
  - Situado en el Nº392 en los PWI 500 del 2010[15]